# Pixar Animation Studios
Pixar Animation Studios (/ˈpɪksɑr/) este un studio de animație american cu sediul în Emeryville, California, cunoscut pentru filmele sale lungmetraj de animație pe computer de succes critic și comercial. Din 2006, Pixar este o companie subsidiară a Walt Disney Studios, o divizie a Disney Entertainment, un segment al The Walt Disney Company.
Pixar a început în 1979 ca parte a diviziei de computer a Lucasfilm cunoscut ca Graphics Group înainte de a se desprinde în 1986 cu fonduri de la co-fondatorul Apple Steve Jobs care a devenit acționarul său majoritar. Disney a anunțat achiziția sa a Pixar în ianuarie 2006, și a completat-o în mai 2006. Pixar este cunoscut cel mai bine pentru filme, alimentate tehnologic de RenderMan, implementarea proprie a companiei a API-ului de randare a imaginilor RenderMan Interface Specification standard de industrie. Mascota studioului este Luxo Jr., o lampă de birou din scurtmetrajul cu același nume din 1986.
Pixar a produs 29 de filme lungmetraj, începând cu Povestea jucăriilor (1995), care este primul film animat complet pe computer; cel mai recent film al său este Elio (2025). Studioul a mai produs mai multe filme scurtmetraj. La data de iulie 2023 filmele sale lungmetraj au adunat peste 15 miliarde de $ la box office-ul mondial cu o încasare medie de 546,9 de milioane de $ pe film. Povestea jucăriilor 3 (2010), În căutarea lui Dory (2016), Incredibilii 2 (2018), Povestea jucăriilor 4 (2019) și Întors pe dos 2 (2024) au încasat toate peste 1 miliard de $ și sunt printre cele 50 de filme cu cele mai mari încasări din toate tinpurile. Mai mult, 15 din filmele Pixar sunt printre cele 50 de filme de animație cu cele mai mari încasări din toate timpurile. Întors pe dos 2 este în prezent filmul de animație cu cele mai mari încasări din toate timpurile.
Pixar a câștigat 23 de Premii Oscar, 10 Premii Globul de Aur și 11 Premii Grammy, alături de numeroase alte premii și recunoașteri. De la inaugurarea sa din 2001, 11 filme Pixar au câștigat Premiul Oscar pentru cel mai bun film de animație, inclusiv În căutarea lui Nemo (2003), Incredibilii (2004), Ratatouille (2007), WALL-E (2008), Deasupra tuturor (2009), Povestea jucăriilor 3 și Povestea jucăriilor 4 menționate anterior, Neînfricată (2012), Întors pe Dos (2015), Coco (2017), și Suflet (2020). Povestea jucăriilor 3 și Deasupra tuturor au fost de asemenea nominalizate pentru Premiul Oscar pentru cel mai bun film.
Pe 10 februarie 2009, executivii Pixar John Lasseter, Brad Bird, Pete Docter, Andrew Stanton, și Lee Unkrich au primit premiul Leul de Aur pentru întreaga viața de către Festivalul de Film de la Veneția. Premiul fizic i-a fost înmânat ceremonios la fondatorul Lucasfilm George Lucas.

## Istorie
Studiourile Pixar au fost conduse de Steve Jobs (co-fondator al Apple Computer). Compania s-a născut ca o divizie a LucasFilm, proprietatea lui George Lucas. Jobs a achiziționat studiourile pentru zece milioane de dolari americani în 1986, redându-i independența.
Jobs a fondat noua companie independentă cu Edwin Catmull, care rămâne membru al echipei executive. John Lasseter, dublu câștigător al Premiului Oscar, regizor și animator, supraveghează toate proiectele studioului, ca vicepreședinte executiv al Departamentului Creație.
Alți membri notabili ai echipei executive sunt Sarah McArthur (vicepreședinte executiv de producție), Simon Bax (vicepreședinte executiv și trezorier) și Lois Scali (vicepreședinte executiv și consilier general).

## Pixar și Disney
Toate lungmetrajele Pixar au fost realizate în colaborare cu Walt Disney Pictures. Cele două companii au semnat un acord pentru 10 ani și 5 filme, prin care se obligă să împartă costurile de producție și profitul, Disney primind 12,5% din încasări și drepturile filmului (printre care și cele de merchandising). Acordul s-a dovedit foarte fructuos pentru ambele companii, iar lungmetrajele Pixar s-au bucurat de mai mult succes decât filmele de animație proprii Disney.
Primele cinci lungmetraje produse de Pixar au încasat peste 2,5 miliarde de dolari americani, transformând-o, film după film, în casa de producție cu cele mai mari succese din toate timpurile. În ciuda acestui fapt, Michael Eisner, CEO Disney, Michael Eisner și Steve Jobs (CEO Pixar și Apple Computer) nu s-au înțeles niciodată. Datorită unor divergențe de manieră personală și financiară, contractul nu a fost reînnoit și a expirat în 2006, odată cu filmul Mașini (sau Mașinutze), care va fi ultimul joint venture al celor două companii.
La începutul lui 2004 a existat o tentativă de a reînnoi pactul. În noua alianță, Pixar, împuternicită de poziția superioară câștigată în timp (pe care nu o avea la parafarea primului contract), urma să plătească compania Disney doar pentru distribuție, fără să împartă profitul și fără să-i ofere drepturile comerciale. Oferta, așa cum era de așteptat, nu a fost acceptată de Disney, iar Pixar nu și-a exprimat disponibilitatea de a face o altă concesie. Negocierile au eșuat la mijlocul lui 2004, Jobs declarând public că Pixar era în căutarea unor noi parteneri, alții decât Disney. Disney urma să păstreze drepturile primelor filme, rezervându-și dreptul de a crea continuări. În plus, în 2005 a început să producă filme proprii în 3 dimensiuni, primul dintre care a fost Puiu' mic.
Totuși, Pixar nu a început negocierile cu alți distribuitori, fiindcă alți distribuitori au considerat termenii impuși de studiourile de animație ca inacceptabili. După o lungă pauză, negocierile dintre cele două companii au fost reluate în urma plecării lui Eisner de la Disney în septembrie 2005.
În 2006, Disney (văzând probabil insuccesul filmului Puiu' mic în comparație cu filmele de animație precedente) a achiziționat Pixar, contra 7,4 miliarde de dolari (spre deosebire de cei 10 milioane plătiți de Jobs în 1986), devenind astfel cel mai mare studio de animație din lume; Steve Jobs a intrat în consiliul de administrație al Disney, fiind în prezent cel mai mare acționar individual.

## Software dezvoltat de Pixar

### Render Man
Render Man (literal „omul redării”) este softwareul utilizat de Pixar în filmele sale. E de asemenea un plug-in compatibil cu cele mai importante platforme software de animație 3D (ca Maya), aducând în plus câteva elemente de librărie și opțiuni noi.

## Filmografie

### Filme
| 1995 | Povestea jucăriilor      |
| 1996 |                          |
| 1997 |                          |
| 1998 | Aventuri la firul ierbii |
| 1999 | Povestea jucăriilor 2    |
| 2000 |                          |
| 2001 | Compania Monștrilor      |
| 2002 |                          |
| 2003 | În căutarea lui Nemo     |
| 2004 | Incredibilii             |
| 2005 |                          |
| 2006 | Mașini                   |
| 2007 | Ratatouille              |
| 2008 | WALL-E                   |
| 2009 | Deasupra tuturor         |
| 2010 | Povestea jucăriilor 3    |
| 2011 | Mașini 2                 |
| 2012 | Neînfricată              |
| 2013 | Universitatea monștrilor |
| 2014 |                          |
| 2015 | Întors pe dos            |
| 2015 | Bunul Dinozaur           |
| 2016 | În căutarea lui Dory     |
| 2017 | Mașini 3                 |
| 2017 | Coco                     |
| 2018 | Incredibilii 2           |
| 2019 | Povestea jucăriilor 4    |
| 2020 | Tot înainte              |
| 2020 | Suflet                   |
| 2021 | Luca                     |
| 2022 | Roșu aprins              |
| 2022 | Lightyear                |
| 2023 | Elementar                |
| 2024 | Întors pe dos 2          |
| 2025 | Elio                     |
| 2026 | Hoppers                  |
| 2026 | Povestea jucăriilor 5    |
| 2027 | VFA                      |
| TBA  | Incredibilii 3           |

### Speciale
- Povestea jucăriilor: Teroarea (2013)
- Povestea jucăriilor: Timpul uitat (2014)

### Scurtmetraje

#### Scurtmetraje originale
- Aventurile lui Andre și ale lui Wally B. (1984) (produs de Lucasfilm Computer Graphics Project)
- Luxo Jr. (1986)
- Red's Dream (1987)
- Tin Toy (1988)
- Knick Knack (1989)
- Geri's Game (1997)
- For the Birds (2000)
- Oaia fără blană (2003)
- One Man Band (2006)
- Lifted (2007)
- Presto (2008)
- Partly Cloudy (2009)
- Day and Night (2010)
- La Luna (2011)
- The Blue Umbrella (2013)
- Lava (2014)
- Sanjay's Super Team (2015)
- Piper (2016)
- Lou (2017)
- Bao (2018)

#### Legate de filme
- Mike's New Car (2002)
- Exploring the Reef (2003)
- Jack-Jack Attack (2005)
- Mr. Incredible and Pals (2005)
- Mater and the Ghostlight (2006)
- Your Friend the Rat (2007)
- BURN-E (2008)
- Dug's Special Mission (2009)
- George and A.J. (2009)
- The Legend of Mor'du (2012)
- Party Central (2013)
- Riley's First Date? (2015)
- Marine Life Interviews (2016)
- Miss Fritter's Racing School (2017)
- Dante's Lunch (2017)
- Auntie Edna (2018)
- Lamp Life (2020)
- 22 vs. Earth (2021)
- Ciao Alberto (2021)

### Seriale

#### Seriale de televiziune
- Buzz Lightyear of Star Command (2000–2001)
- Dream Productions (2024)
- Win or Lose (2025)

#### Seriale scurtmetraj
- Desene animate cu Mașini (2008–2014)
- Toy Story Toons (2011–2012)
- SparkShorts (2018–prezent)
- Forky Asks a Question (2019–2020)
- Pixar in Real Life (2019)
- Inside Pixar (2020)
- Pixar Popcorn (2021)
- Dug Days (2021–2023)
- Mașini la drum (2022)

## Francize
- Povestea jucăriilor (1995–prezent)
- Compania Monștrilor (2001–prezent)
- În căutarea lui Nemo (2003–prezent)
- Incredibilii (2004–prezent)
- Mașini (2006–prezent)
- Deasupra tuturor (2009–2023)
- Întors pe dos (2015–prezent)